# Zorlencior, Caraș-Severin
Zorlencior (română 1924: Zorlențul Mic) este un sat în comuna Zorlențu Mare din județul Caraș-Severin, Banat, România.

## Legături externe

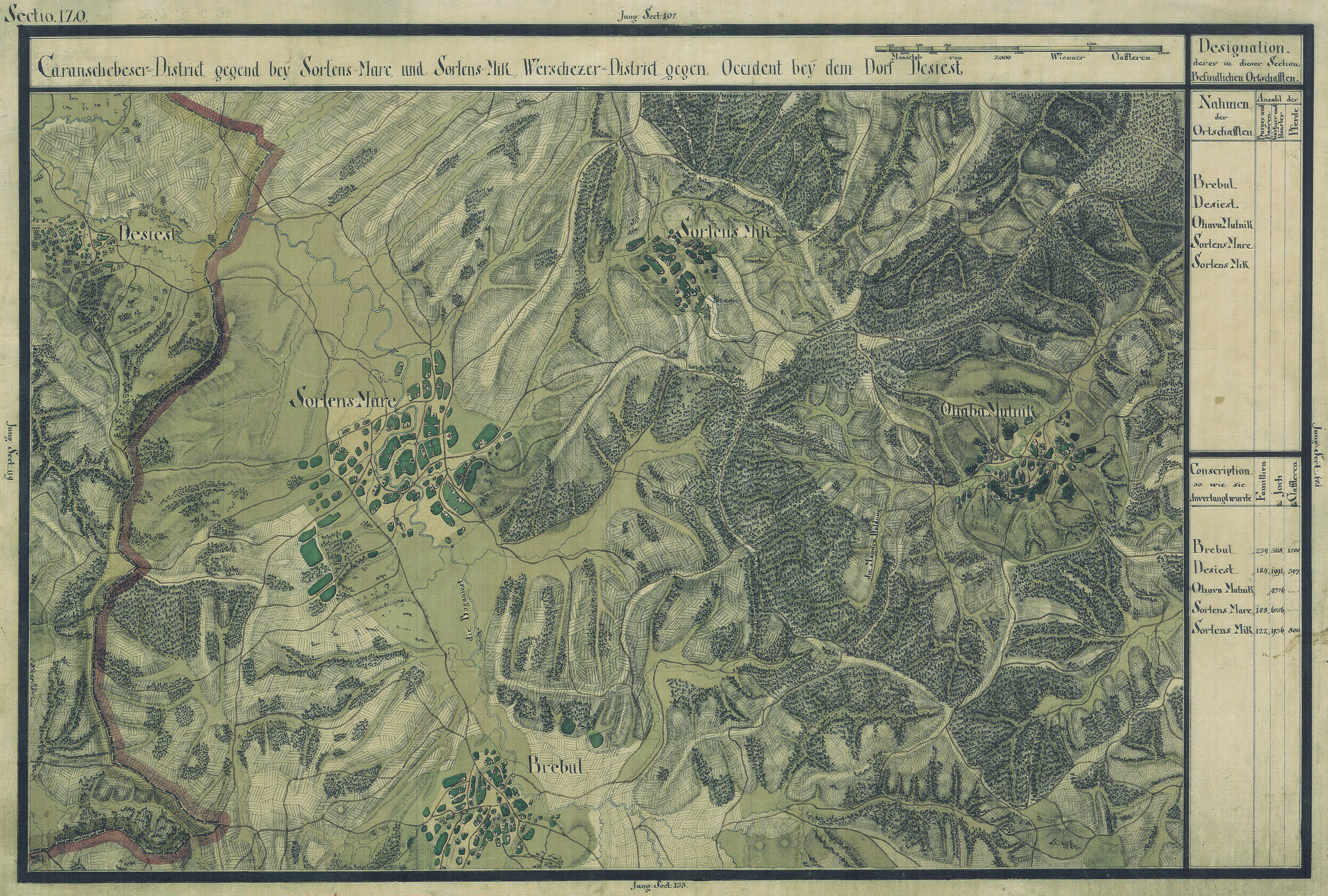
Zorlencior în Harta Iosefină a Banatului, 1769-72